# Großröhrige Spornblume
Die Großröhrige Spornblume (Centranthus macrosiphon) ist eine Pflanzenart aus der Gattung der Spornblumen (Centranthus) in der Unterfamilie der Baldriangewächse (Valerianoideae).

## Merkmale
Die Großröhrige Spornblume ist eine einjährige Pflanze, die Wuchshöhen von 10 bis 60 Zentimeter erreicht. Die Kronröhre ist meist 6 bis 8, selten 4 bis 10 Millimeter lang. Der Sporn ist ungefähr 1 bis 1,5 Millimeter lang. Er reicht bis zum Grund der Kronröhre. 
Die Blütezeit reicht von Juni bis August.
Die Chromosomenzahl beträgt 2n = 32.

## Vorkommen
Die Großröhrige Spornblume kommt in Marokko, Algerien, Süd- und Südost-Spanien und Italien auf Felsfluren und auf Ödland in Höhenlagen von 0 bis 300 Meter vor.

## Nutzung
Die Großröhrige Spornblume wird selten als Zierpflanze für Sommerblumenbeete genutzt. Sie ist mindestens seit 1850 in Kultur. Es gibt einige Sorten.